# Gare de Bolton
La gare de Bolton est une gare ferroviaire du Royaume-Uni, située sur le territoire de la ville de Bolton.